# Pista ciclabile Rovereto-Lago di Garda
La pista ciclabile Rovereto-Lago di Garda è un percorso ciclabile della provincia di Trento che collega Rovereto alle località dell'alto Garda: Torbole, Riva del Garda, Arco.

## Percorso
Dalla ciclopista del Sole, poco dopo la diga di Mori, si trova il bivio per Mori-lago di Garda, in corrispondenza di un ponte sul canale Montedison. Il percorso prevede il passaggio delle biciclette nel centro storico di Mori, dove la segnaletica guida i ciclisti alla ciclabile vera e propria, tra i vigneti. A Loppio è stato realizzato un sottopassaggio per evitare l'attraversamento della SS 240: da lì la ciclabile prosegue accanto al biotopo del lago di Loppio per arrivare, dopo un breve tratto in salita, al passo San Giovanni (287 m s.l.m.). Al termine di una discesa si giunge all'abitato di Nago: la pista ciclabile termina qui. Da Nago è possibile percorrere, evitando la discesa della statale, la cosiddetta Torbole vecchia, una strada a traffico limitato da cui è visibile tutto l'alto lago di Garda che conduce a Torbole.
Torbole è collegata a Riva del Garda da una breve passerella ciclo-pedonale sul lago.
Lungo il percorso della pista ciclabile aree di sosta si trovano a Mori, Loppio e Nago.

### Riepilogo tappe
- Inizio: bivio per Mori sulla ciclopista del Sole - 0,0 km
- Centro storico di Mori - 3,8 km
- Loppio - 7,0 km
- Passo San Giovanni - 10,5 km
- Nago - 12,5 km
- Torbole - 14,1 km
- Fine: Riva del Garda - 16,5 km

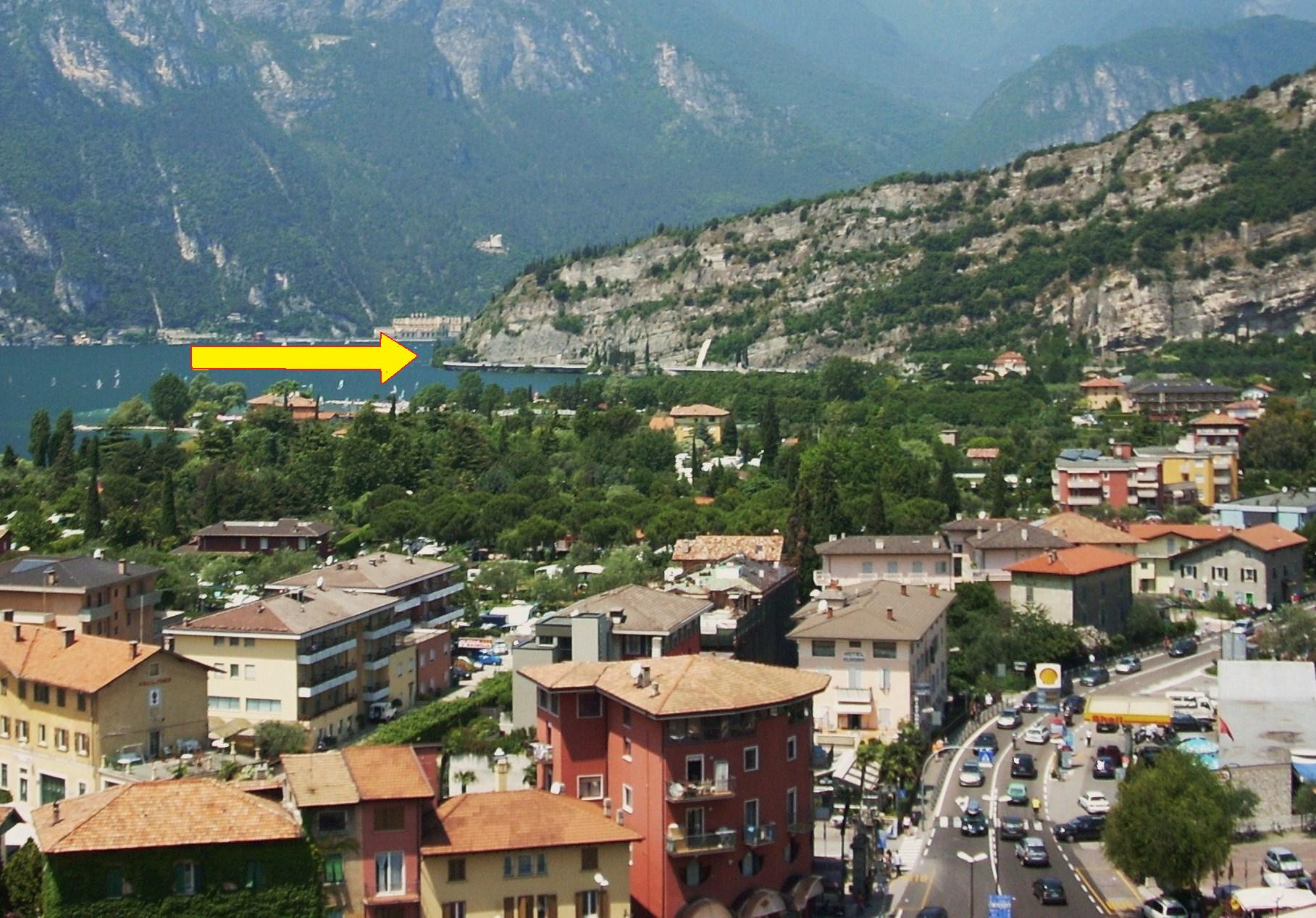
La passerella ciclo-pedonale che collega Torbole a Riva del Garda indicata dalla freccia